# Limbach (Bibers)
Der Limbach ist ein etwa anderthalb Kilometer langer Bach im nördlichen Baden-Württemberg, der im Dorf Gnadental der Gemeinde Michelfeld im Landkreis Schwäbisch Hall von rechts und Westen in die mittlere Bibers mündet; zwischendurch läuft er auch auf der Gemarkung Obersteinbach der Kleinstadt Waldenburg im benachbarten Hohenlohekreis.

## Geographie

### Verlauf
Der Limbach entsteht weniger als 200 Meter südöstlich des frei auf der Hochfläche westlich des Biberstals stehenden Gnadentaler Forsthauses. Er entfließt in seiner oberen Talmulde im Waldgewann Tiefenschlag dem auf etwa 462 m ü. NHN liegenden kleinen Waldteich Tiefenschlagsee in Richtung Süden. Nach weniger als 200 Metern wendet er sich an einem kurzen Zufluss von Südwesten aus der anderen Obertalmulde im Tiefenschlag auf Ostlauf. Sich beständig zwischen den Waldhöhen rechts und links eintiefend, durchläuft er am Beginn des offenen Talgrundes zwei kleine Teiche, die in einem südlichen Zipfel des Waldenburger Stadtgebietes liegen, das auch den unteren rechten Hang umfasst. Danach ist er in der Flur von einer Baumgalerie begleitet.
Kurz vor Gnadental wechselt er zurück auf dessen Gemarkung und fließt auf etwa 405 m ü. NHN in den am westlichen Dorfrand liegenden Limbachsee ein, den er verdolt wieder verlässt, um dann das Dorf in unterirdischem Lauf westwärts zu durchqueren. Am anderen Siedlungsrand tritt er in der Bibersaue nahe dem Ende des Sträßchens Im Spital für seine letzten hundert Meter Lauf wieder ins Freie. Er kreuzt hier die von einer Baumgalerie begleitete Trasse des ehemaligen Gnadentaler Mühlkanals, der zumindest in seinem aufwärtigen Teil wenig bis gar keinen Durchfluss hat. Dann mündet er auf etwa 384 m ü. NHN wenig nördlich des Friedhofs am Ortsrand und des ehemaligen Klosterareals von rechts und zuallerletzt Südwesten in die dort etwa südostwärts fließende mittlere Bibers.
Der Limbach mündet nach einem 1,6 km langen Lauf mit mittlerem Sohlgefälle von etwa 49 ‰ rund 78 Höhenmeter unterhalb seines Ursprungs am Tiefenschlagsee. Er hat außer dem kleinen Zufluss gleich nach dem Quellsee keine weiteren Zuflüsse.
Dem Bach folgt nahe auf der linken Seite die L 1046 auf ihrem Abschnitt von Waldenburg nach Michelfeld, die er dann im Dorf Gnadental unterirdisch verdolt quert.

### Einzugsgebiet
Das Einzugsgebiet ist etwa 1,2 km² groß und liegt, naturräumlich gesehen, im Unterraum Waldenburger Berge der Schwäbisch-Fränkischen Waldberge. Die größten Höhen darin liegen an seiner Nordspitze nahe Sailach und auf dem Waldsporn zwischen seinen beiden Obertalmulden und erreichen beidesmal etwa 483 m ü. NHN. Auf letzterem steht Wald, ebenso auf den das nach Osten gekehrte Tal begleitenden Randhöhen. Auf der Hochebene nördlich des Forsthauses gibt es Äcker, während in den offenen Tallagen Wiesen dominieren, ein Teil davon Obstwiesen am Ortsrand von Gnadental, dessen Siedlungsfläche das unterste Tal fast zur Gänze füllt.
Reihum grenzen die Einzugsgebiete folgender Nachbargewässer an:
- Im Nordosten fließt nur ein kleines Hanggerinne zwischen Waldenburg-Hinterziegelhalden und Michelfeld-Vorderziegelhalden wenig aufwärts der Limbach-Mündung in den die Bibers begleitenden alten Mühlkanal;
- im Süden läuft unterhalb des Limbachs der Schöppklingenbach in selber Richtung zur Bibers;
- im Südwesten führt die Koppenklinge den Abfluss zur anderen Seite auf der flachen Hochebene zum Schupbach, der in die Ohrn mündet, einen Zufluss des Kochers weit unterhalb der Bibers;
- im Nordwesten konkurriert der ebenfalls etwa gegenläufige Klosterbach auch zum Schupbach.

Das Einzugsgebiet gehört zum größeren Teil zur Gemeinde Michelfeld, genauer zu dessen Gemarkung Gnadental. Das Dorf Gnadental und das einzeln stehende Forsthaus sind darin die einzigen Siedlungsplätze. Ein etwas kleinerer Teil überwiegend links des Laufes liegt in der Gemarkung Obersteinbach der Kleinstadt Waldenburg und ist völlig von Wald bedeckt.

### Zuflüsse und Seen
Liste der Zuflüsse und  Seen von der Quelle zur Mündung. Gewässerlänge, Seefläche, Einzugsgebiet und Höhe nach den entsprechenden Layern auf der Onlinekarte der LUBW. Andere Quellen für die Angaben sind vermerkt.
Ursprung des Limbachs auf etwa 462 m ü. NHN ca. 0,2 km südöstlich des Michelfeld-Gnadentaler Forsthauses im beginnenden Talwald.
- Entfließt dort dem Tiefenschlagsee, unter 0,3 ha.
- (Anderer Quellast), von rechts und Ostsüdosten auf etwa 451 m ü. NHN im Tiefenschlag an der Ostkehre des Bachs, unter 0,1 km[LUBW 5] und etwas über 0,2 km².[LUBW 3] Entsteht auf etwa 460 m ü. NHN wenig östlich der K 2579 Neunkirchen–Sailach.
- Durchfließt auf etwa 440–430 m ü. NHN zwei Teiche, zusammen unter 0,2 ha.
- Durchfließt auf etwa 405 m ü. NHN den Limbachsee am Westrand von Gnadental an der Limbachstraße, 0,2 ha.
In Gnadental fließt der Limbach daraufhin verdolt.
- Kreuzt auf etwa 387 m ü. NHN am Nordrand von Gnadental den Alten Mühlkanal von Gnadental, der zumindest bibersaufwärts meist trocken liegt.

Mündung des Limbachs von rechts und Westen auf etwa 384 m ü. NHN vor dem Nordrand von Gnadental in die mittlere Bibers. Der Limbach ist 1,6 km lang und hat ein ca. 1,2 km² großes Einzugsgebiet.

## Geologie
Der Limbach ist ein Gewässer des Keuperberglandes, sein Einzugsgebiet liegt im Mittelkeuper. Die höchste auftretende Schicht findet sich nur am Westrand auf zwei wenig gegenüber der umgebenden Hochebene prominenten Höhen westlich des K 2579, die mit Stubensandstein (Löwenstein-Formation) bedeckt sind. An den Hängen darunter streichen die Oberen Bunten Mergel (Mainhardt-Formation) aus, die sich rechtsseits auf dem Sporn zum Schöppklingenbach als Deckschicht bis nahe an die Biberstalkante ziehen. Auf der übrigen Hochebene liegt im Untergrund der in den gesamten Waldenburger Bergen weite Verebnungsflächen bildende Kieselsandstein (Hassberge-Formation), in dessen Übergangsbereich zu den an den oberen Hängen des Tals ausstreichenden Unteren Bunten Mergeln (Steigerwald-Formation) der Quellteich Tiefenschlagsee liegt. Etwa am Austritt des Baches aus dem Wald beginnt tiefer am Hang der Schilfsandstein (Stuttgart-Formation). Im Ortsbereich hat sich der Limbach dann bis in den Gipskeuper (Grabfeld-Formation) eingegraben, in dessen Schichthöhe er auch mündet.
Ein Randstreifen einer Schichtinsel aus viel jüngerem, quartärem Lösssediment reicht an der nordwestlichen Wasserscheide etwas ins Einzugsgebiet. Der Bach läuft schon etwas vor Gnadental in einem Band holozäner Abschwemmmassen und mündet im Auensedimentband um die Bibers.

## Natur und Schutzgebiete
Westlich der K 2579 liegt in der oberen Talmulde des einzigen, rechten Zuflusses im Wald ein wechselfeuchte Wiesenlichtung, von der ein Teil mit Seggen, Sumpfdotterblume und Engelwurz bewachsen ist. Im oberen, waldbestandenen Teil des ostwärts laufenden Tales ist es teils schluchtartig ausgebildet. Nach dem Waldaustritt des Limbachs läuft er auf einem Abschnitt vor dem Limbachsee in einem schmalen Sumpfstreifen.
Die Bibersaue am Nordrand von Gnadental gehört linksseits des Limbachs zum Landschaftsschutzgebiet Oberes Biberstal einschließlich Randgebieten. Das gesamte Einzugsgebiet liegt im Naturpark Schwäbisch-Fränkischer Wald.

### LUBW
Amtliche Online-Gewässerkarte mit passendem Ausschnitt und den hier benutzten Layern: Lauf und Einzugsgebiet des Limbachs

Allgemeiner Einstieg ohne Voreinstellungen und Layer: Daten- und Kartendienst der Landesanstalt für Umwelt Baden-Württemberg (LUBW) (Hinweise)
1. 1 2 3 4  Höhe nach dem Höhenlinienbild auf dem Hintergrundlayer Topographische Karte.
2. 1 2 3  Länge nach dem Layer Gewässernetz (AWGN).
3. 1 2 3 4  Einzugsgebiet abgemessen auf dem Hintergrundlayer Topographische Karte.
4. ↑  Seefläche nach dem Layer Stehende Gewässer.
5. ↑  Länge abgemessen auf dem Hintergrundlayer Topographische Karte.
6. ↑  Höhe nach schwarzer Beschriftung auf dem Hintergrundlayer Topographische Karte.
7. ↑  Schutzgebiete nach den einschlägigen Layern, Natur teilweise nach dem Layer Biotop.

### Andere Belege
1. ↑  Wolf-Dieter Sick: Geographische Landesaufnahme: Die naturräumlichen Einheiten auf Blatt 162 Rothenburg o. d. Tauber. Bundesanstalt für Landeskunde, Bad Godesberg 1962. → Online-Karte (PDF; 4,7 MB)
2. ↑  Geologie nach den Layern zu Geologische Karte 1:50.000 auf: Mapserver des Landesamtes für Geologie, Rohstoffe und Bergbau (LGRB) (Hinweise). Ein ähnliches Bild bietet die unter → Literatur aufgeführte geologische Karte.